# Dethmerseiland

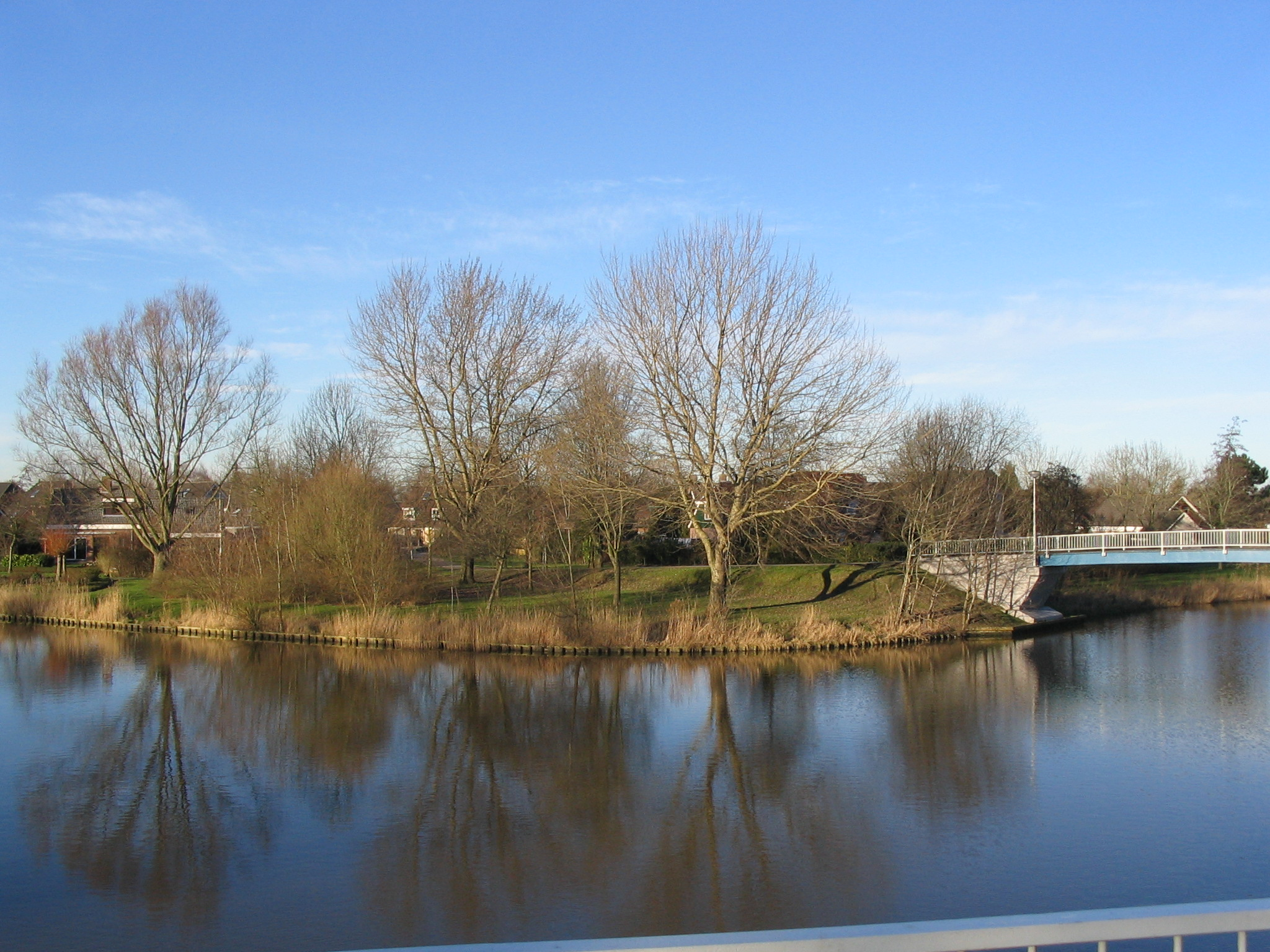
Dethmerseiland gezien vanaf het Damsterdiep

Dethmerseiland is een buurt in Delfzijl. De buurt is gelegen in de wijk Fivelzigt en ligt binnen een oude meander van de Delf die Tuikwerderrak wordt genoemd. Het nabijgelegen park Tuikwerderrak, dat toegankelijk is via een voetbrug, werd eerder ook wel Oldenij (Oud en Nieuw) genoemd.
De buurt ligt op een eiland in het Damsterdiep en is in het noordwesten door middel van een smalle dam met de naburige straten verbonden. Feitelijk is het dus een schiereiland. Het eiland is ontstaan in 1874 doordat het Tuikwerderrak werd afgesneden, toen de Delf werd gekanaliseerd. 
De buurt dankt zijn naam aan een boerderij in de buurtschap Tuikwerd. Deze was van de landbouwer Willem Jacobs Dethmers, die hier van 1798 tot 1838 landbouwer was. Tijdens het beleg van Delfzijl (1813-1814) was op het Dethmerseiland een voorpost van de Fransen gevestigd. Op dinsdag 30 November 1813 wordt tijdens het beleg de boerderij van Dethmers door de vijand in brand gestoken en brand volledig af. Het volgend jaar werd de boerderij herbouwd, maar op 18 november 1823 is hij opnieuw afgebrand. Zijn zoon Jacob Hessels Dethmers stichtte in 1838 een steenfabriek, die het schiereiland en de omgeving daarvan exploiteerde. Om de ontwatering van het nieuwe eiland beter te regelen, richtte kleinzoon Pieter Dethmers in 1886 de Tuikwerderpolder op, die tot 1967 heeft bestaan. Het spinnenkopmolentje dat de polder bemaalde, brandde in 1948 af. Het eiland zelf had geen bebouwing, wel stonden er enkele boerderijen aan de overzijde van de Delf.
Aan de zuidoostkant ligt een fiets- en voetgangersbrug. De wijk is aangelegd in de jaren '70. De bebouwing is grotendeels uit die periode en bestaat voornamelijk uit vrijstaande huizen.